# Kontraadmiral (Slovenska vojska)
Kontraadmiral je najnižji admiralski čin v Slovenski vojski; uveden je bil 22. maja 2002 z Ukazom o razglasitvi zakona o spremembah  in dopolnitvah zakona o obrambi (ZObr-C). Kontraadmiral Slovenske vojske je tako nadrejen kapitanu in podrejen viceadmiralu.
V skladu s Natovim standardom STANAG 2116 čin spada v razred OF-7 in velja za dvozvezdni čin.

## Oznaka
Oznaka čina je sestavljena iz ene širše črte in dveh ožjih črt; na zgornji ožji črti se nahaja še pentlja.

## Zakonodaja
Kontraadmirale imenuje minister za obrambo Republike Slovenije na predlog načelnika Generalštaba Slovenske vojske.
Vojaška oseba lahko napreduje v čin kontraadmirala, če je s činom kapitana razporejen na dolžnost, za katero se zahteva čin kontraadmirala ter je to dolžnost opravljal najmanj eno leto s službeno oceno odličen«.
Generalski pečatni prstan
V skladu s Pravilnikom o priznanjih Ministrstva za obrambo dobi vojaška oseba ob povišanju v kontraadmirala tudi spominski pečatni prstan oz. generalski pečatni prstan.

## Seznam
Do sedaj je bil v čin kontraadmirala Slovenske vojske povišan le en pripadnik in sicer Renato Petrič (27. december 2010).